# Ели Маказлиева
Ели Маказлиева (на македонска литературна норма: Ели Маказлиева) е северномакедонска поетеса и писателка на произведения в жанра лирика и детска литература, и собственичка и редакторка на издателство „Едука Мак“.

## Биография и творчество
Родена е на 2 декември 1951 г. в град Битоля, СФР Югославия (днес Северна Македония). Завършва основно и гимназиално образование през 1971 г. в Битоля. Следва педагогика във Философския факултет на Скопския университет Св. св. Кирил и Методий“, където получава бакалавърска степен по педагогика през 1974 г. и следдипломно обучение в Института по педагогика (1990 – 1994), където получава магистърска степен по педагогически науки с дипломна работа на тема „Дидактически компоненти в учебниците за начално образование“.
След дипломирането си, в периода 1978 – 1979 г. работи като възпитателка в Приемна институция „11 октомври“ в Скопие, в периода 1979 – 1982 г. е учителка в подготвителните класове на ОУ „Александър Урдаревски“, в периода 1982 – 1987 г. е училищна педагожка в ОУ „Петър Здравковски Пенко“ – Скопие, като в периода 1982 – 1983 г. е председателка на организацията на училищните педагози на Скопие, а в периода 1983 – 1987 г. е председателка на Секцията на училищните педагози на Македония. В периода 1987 – 1998 г. е редактор на ръководства и учебни помагала за всички нива на образование в издателство „Пресветно дело“ Скопие, а в периода 1998 – 2013 г. е главен редакторка на издателството. В периода 2012 – 2014 г. е експерт и преподавателка по педагогика в Университетския американски колеж в Скопие за студенти с преподавателски опит. През 2013 г. основава издателство „Едука Мак“ за издаване на детска литература, и е президент на редакцията и редакционния съвет. 
По време на работата си тя участва в реализацията на много семинари и проекти като координатор, ръководител на екип от международни проекти, и мениджър. Участва в много международни конференции и конгреси в страната и чужбина, а докладите ѝ са публикувани в над 40 сборника и международни списания. 
Авторка е на много образователни книжки за оцветяване и книги с картинки за деца в предучилищна възраст, автор и съавтор на 18 учебни книги – наръчници за предучилищна възраст, публикувани в периода от 1992 до 2019 година. Освен това е авторка и съавторка на 16 учебника и ръководства за начално и средно образование, публикувани в периода от 1990 до 2009 година. 
Членка е на Дружеството на писателите на Македония. В периода 2006 – 2012 г. е председателка на Сдружението на издателите и книжарите на Република Македония. Членка е на Международната асоциация на издателите от Югоизточна Европа. 
Заедно с работата си пише поезия за деца и за възрастни. Първата ѝ стихосбирка „Интерни стихувања“ (Вътрешни стихове) през 1992 г. 
За произведенията си получава много награди, признания и дипломи. Носителка е на няколко награди на национално ниво, като: наградата „Струшко изгрејсонце“ за най-добра поетична книга за деца „Весели песни со букви лесни“ от 2016 г., наградата „Езерото“ за най-добра поезия за възрастни от „Охридски поетски бисер“ от 2018 г., първа награда за най-добър кратък разказ за „Планина от полски цветя“ от община Битоля през 2019 г., награди за най-добри книги за деца от „Охридијада“, награда за поетичната книга за възрастни „Здивот на страста“ от 2020 г., и др. 
През 2019 г. е програмна редакторка на „Дни на македонската литература за деца 2019“ в София.
Ели Маказлиева живее със семейството си в Скопие.

## Произведения

### Поезия за възрастни
- Интерни стихувања (1992)[1][3]
- Големото чекање (1993)
- Сон недосонуван (1999)
- Замисленото море (2002)
- Непознавање на познатото (2007)
- Мирисот на добрината (2019)
- Здивот на страста (2020)

### Детска литература

#### Поезия за деца
- Распеана броенка (1998)[2][3]
- Радосница (2010)
- Новогодишна шумска прослава (2013)
- Шумска олимпијада (2014)
- Песни и сказни за овошја и зеленчуци разни (2014)
- Новогодишни детски желби (2014)
- Новогодишна елка (2015)
- Весели песни со букви лесни (2016)
- Разиграни чадорчиња (2016)
- Новогодишен подарок за Перко (2016)
- Пчелки на ролерки (2017)
- Гатанки погодувалки-пишувалки (2018)

#### Други
- 4 годишни времиња (2015) – разкази и стихове
- Авантурите на мачорот Перко (2017) – разкази
- Македонска илустрирана енциклопедија за деца (2017)
- Среќен роденден (2019) – разкази
- Волшебната санка (2019) – книга с илюстрации